# جاك لي (لاعب كرة قدم)
جاك لي (بالإنجليزية: Jack Lee)‏ هو لاعب كرة قدم بريطاني في مركز الدفاع، ولد في 19 ديسمبر 1998 في سندرلاند في المملكة المتحدة. لعب مع شيفيلد وينزداي.